# Volks-Werfer-Brigade 17
Die Volks-Werfer-Brigade 17 war eine deutsche Nebelwerfer-Brigade im Zweiten Weltkrieg.

## Brigadegeschichte
Die Volks-Werfer-Brigade 17 wurde am 11. Oktober 1944 in Bremen durch den Wehrkreis X mit Ersatzgestellung des Brigadestabes durch Bremen (später in den Wehrkreis VII verlegt) aufgestellt.
Am 23. November 1944 kam die Brigade von Seesen aus an die Westfront und bestand aus dem Werfer-Regiment 88 und Werfer-Regiment 89.
Die Volks-Werfer-Brigade 17 war als Heerestruppenteil in den Ardennen bei der 6. Panzerarmee eingesetzt. 1945 verlegte die Brigade mit der 6. Panzerarmee nach Ungarn. Zu Kriegsende war das Werfer-Regiment 88 unter der Führung von Major Ritter und Edler von Fischern (* 1909), welcher mit der Führung beauftragt war, und das Werfer-Regiment 89 unter Major/Oberstleutnant d. R. Arved Bergmann (* 1898), welcher mit der Führung beauftragt war.
Vom 15. Oktober 1944 bis 26. Oktober 1944 wurde die Brigade durch Oberst Gerhard Selle (* 1897) und anschließend bis 28. Februar 1945 durch Oberst Otto Dinger (* 1895) geführt. Kurz vor Kriegsende war ab 1. März 1945 der Oberst Kurt Gieser Kommandeur der Brigade.